# 棕榈滩国际机场
棕榈滩国际机场（英語：Palm Beach International Airport）是美国佛罗里达州棕櫚灘縣的一座公共机场，位于西棕榈滩以西，是服务迈阿密都会区的三个主要机场之一（另两个是劳德代尔堡-好莱坞国际机场和邁亞密國際機場）。机场由棕榈滩县机场局管理。与机场接驳的地面交通包括95号州际公路、东南大道（Southern Boulevard）以及国会大街（Congress Avenue）。
唐納·川普在2016年美國總統選舉之后，常乘坐空军一号飞抵该机场以前往他在机场附近的海湖庄园。棕榈滩国际机场位于海湖庄园的临时飞行限制区（TFR）内。